# Husova československá bohoslovecká fakulta
Husova československá bohoslovecká fakulta v Praze (používaná zkratka HČBF) vznikla na základě vládního nařízení č. 112/1950 Sb. o bohosloveckých fakultách z 14. 7. 1950 a až do své inkorporace do svazku Univerzity Karlovy pod názvem Husitská teologická fakulta UK zákonem č. 163/1990 Sb. ze dne 10. 5. 1990 připravovala pro výkon duchovenského povolání studenty Církve československé /husitské/, případně dalších konfesí.

## Vzdělávání bohoslovců CČS v letech 1920-1950
Po vzniku samostatné ČSR v roce 1918 její Národní shromáždění dne 8. 4. 1919 schválilo zákon o zřízení samostatné Husovy československé evangelické fakulty bohoslovecké (HČEFB) v Praze, autonomního ústavu se všemi právy i výsadami státní vysoké školy, který se však nestal součástí Karlovy univerzity. Od studijního roku 1921/22 k jejím posluchačům začali patřit také bohoslovci Církve československé, jejichž počet trvale rostl (v roce 1934/35 z celkového počtu 190 posluchačů HČEFB bylo 116 z CČS). Uvedenému trendu neodpovídalo zastoupení teologů CČS v učitelském sboru fakulty, kde v letech 1923–1924 jako docent a 1925–1927 jako mimořádný profesor systematické teologie působil jen ThDr. Karel Statečný. Vedení církve bylo tedy nuceno organizovat speciální kurzy z vlastní věrouky i oborů praktické teologie, které probíhaly od roku 1922 ve skromné bohoslovecké koleji a později (od 1926) v nové budově ústředí církve v Praze-Dejvicích.
Vzhledem k trvalému napětí na této evangelické fakultě a po neúspěšném jednání se státní správou rozhodli vedoucí představitelé CČS o zřízení vlastní samostatné Vysoké školy bohovědné CČS a jiných svobodných církví křesťanských v Praze, jejíž činnost byla zahájena 26. 10. 1932. V jejím čele stál prof. Alois Spisar (systematická teologie), dalšími profesory se stali patriarcha Gustav Adolf Procházka (pastorální teologie), biskup Josef Rostislav Stejskal (novozákonní věda), Vilém Kloubek (církevní právo), Jan Plešinger (církevní dějiny), mimořádným profesorem pak byl František M. Hník (psychologie a sociologie náboženství). Ve funkcích docentů na ní přednášeli Antonín Hradec (katechetika) a Miroslav Novák (starozákonní věda), lektory byli Jan Lomoz a Josef Pícha (farní administrativa, liturgika s církevním zpěvem).
Projekt však nezískal oficiální státní uznání; v lednu 1934 se po náznacích možných kladných interních změn teologové i bohoslovci CČS vrátili na HČEFB, kde byla v následujícím roce zřízena sekce pedagogů CČS. Prvním řádným profesorem za CČS pro obory věrouka a etika byl jmenován ThDr. h. c. Alois Spisar, mimořádným (1935) a později řádným profesorem novozákonní vědy a religionistiky ThDr. PhDr. František Kovář (1938), docentem pro sociologii a křesťanskou sociální etiku PhDr. František M. Hník (1936), praktickou teologii jako suplent přednášel ThDr. h. c. Gustav Adolf Procházka (1935–1939).
Po uzavření českých vysokých škol okupačními úřady (1939–1945) probíhala výuka duchovenského dorostu CČS pololegálními formami v různých kurzech, přednáškách, biblických hodinách a seminářích, organizovaných zejména prof. Františkem Kovářem a jeho spolupracovníky jednak v dejvické koleji, ale i v některých pražských náboženských obcích.
Již v červnu 1945 byla obnovena činnost Husovy československé evangelické fakulty bohoslovecké na základě právního stavu platného k 29. 9. 1938, v sekci pedagogů CČS v původních oborech působili řádní profesoři Alois Spisar, František Kovář a po návratu z londýnské emigrace František M. Hník, suplenti Otto Rutrle (praktická teologie), Miroslav Novák (starozákonní věda), asistenturu pro obor církevní dějiny získal Miloslav Kaňák. Do funkce děkana společné HČEFB byli v poválečném období zvoleni profesoři František M. Hník (1946–1947) a František Kovář (1949–1950).

## Vznik, sídlo a činnost HČBF v letech 1950–1990
Po vydání tzv. církevních zákonů (č. 217/1949 Sb. a č. 218/1949 ze 14. 10. 1949) došlo v následujícím roce (1950) k zásadnímu řešení bohosloveckého školství, jehož společenský význam, rozsah i kontrolu nová totalitní moc převedla do své výhradní kompetence. V § 33 a 34 zákona č. 58/1950 Sb o vysokých školách vyňala dvě české katolické teologické fakulty ze svazku Karlovy univerzity v Praze a Palackého univerzity v Olomouci. Následně vydané vládní nařízení č. 112/1950 Sb. o bohosloveckých fakultách ze 14. 7. 1950 v druhém paragrafu rozdělilo původní HČEFB na dva nové subjekty – Husovu československou bohosloveckou fakultu v Praze a Komenského evangelickou bohosloveckou fakultu v Praze, které soustředily „…veškeré evangelické bohoslovecké studium v českých zemích…“. V celém státě bylo legalizováno celkem šest bohosloveckých fakult, jejichž „vrchní správa“ (tj. dozor) byl svěřen ministru pověřenému řízením Státního úřadu pro věci církevní; po roce 1956 jeho kompetence převzaly Církevní oddělení Ministerstva školství a kultury, v letech 1969–1990 Sekretariáty pro věci církevní Ministerstva kultury ČSR a Ministerstva kultury SSR, řízené příslušnými ministry.
Ustavující schůze fakultní rady Husovy československé bohoslovecké fakulty se konala 6. 10. 1950, jejím prvním děkanem byl zvolen prof. František M. Hník. Slavnostní veřejná akademická slavnost se konala dne 16. 10. 1950 ještě v Karolinu. Fakulta po založení sídlila v Praze-Starém Městě, Konviktská 292/22, od roku 1953 přikázaně ve vlastní budově v Praze-Dejvicích, V. V. Kujbyševa (dnes Wuchterlova) 523/5, kde byl od počátku její existence umístěn také bohoslovecký internát s mužskou a ženskou složkou.
V době svého ustavení měla HČBF sedm kateder se čtyřmi stolicemi. Za období čtyřiceti let existence se v jejím učitelském sboru vystřídala řada osobností, výsledky jejichž vědecké i badatelské práce v mnoha směrech výrazně překročily hranice vlastní církve, rozhodujícím způsobem přispěly k dalšímu formování duchovního profilu CČS/H/, jejích domácích i zahraničních ekumenických styků a dále rozvinuly ediční, publicistickou, osvětovou a vzdělávací práci na všech úrovních církevních organizačních struktur. V jednotlivých teologických oborech fakultní práce k nim patřili:
- Katedra systematické teologie
  - ThDr. Zdeněk Trtík, profesor a vedoucí katedry 1950–1979
  - ThDr. Zdeněk Kučera, odborný asistent 1968–1970, docent 1979–1981, profesor 1981–1990, vedoucí katedry 1981–1990
- Katedra biblické teologie
- Stolice Nového zákona
  - ThDr. PhDr. František Kovář, profesor a vedoucí katedry biblické teologie 1950–1951
  - ThDr. Jindřich Mánek, profesor a vedoucí stolice NZ 1950–1977; od 1951 také vedoucí katedry
  - ThDr. Zdeněk Sázava, docent 1974–1977, profesor 1977–1990; od 1984 také vedoucí katedry
- Stolice Starého zákona
  - PhDr. Miroslav Novák, profesor a vedoucí stolice SZ 1950–1951
  - ThDr. Stanislav Heřmanský, asistent 1950–1960
  - ThDr. Vladimír Kubáč, lektor 1961–1964, odborný asistent 1964–1970, docent 1970–1976, profesor 1976–1990
- Katedra praktické teologie
  - PhDr. ThDr. Otto Rutrle, profesor a vedoucí katedry 1950–1961
  - ThDr. Rudolf Horský, profesor 1964–1980, vedoucí katedry 1962–1980
  - ThDr. Milan Salajka, odborný asistent 1968–1970, docent 1970–1973, profesor 1973–1990; 1980–1990 vedoucí katedry praktické teologie
- Stolice katechetiky
  - ThDr. Rudolf Horský, profesor a vedoucí stolice 1950–1951, 1954–1962
  - ThDr. Jiřina Kubíková, docentka 1980–1982, profesorka 1982–1990
- Katedra sociální teologie
  - PhDr. ThDr. h. c. František M. Hník, profesor a vedoucí katedry 1950–1955
  - ThDr. Anežka Ebertová, asistentka 1950–1956, docentka 1956–1964, profesorka 1964–1990, vedoucí katedry 1956–1990
- Katedra církevních dějin a studia husitství
  - ThDr. PhDr. Miloslav Kaňák, profesor a vedoucí katedry 1950–1981
  - PhDr. Olga Pešková-Kounovská, docentka 1951–1953
  - ThDr. Amedeo Molnár, suplující profesor z Komenského evangelické bohoslovecké fakulty 1982–1990

Kromě uvedených oborů na HČBF přechodně působila katedra teorie náboženství a filozofie (vedoucí profesor katedry ThDr. Jaroslav Světlý 1950–1953) a katedra praktických otázek lidové demokracie, jejíž výuku zajišťovali profesoři, docenti a lektoři schvalovaní státními orgány. Od roku 1978 rozhodnutím ministra kultury ČSR v její budově sídlila katedra společenských nauk s působností pro všechny české bohoslovecké fakulty, která byla bezprostředně podřízena řediteli Sekretariátu pro věci církevní Ministerstva kultury ČSR.
Podle tehdejší legislativy sice HČBF (analogicky jako ostatní bohoslovecké fakulty) neměla status vysoké školy, přesto v mnoha směrech dosáhla pozoruhodných výsledků. V průběhu její existence bylo imatrikulováno 355 posluchačů, 220 studia dokončilo a většina z nich nastoupila do duchovní správy. Vlastní publikační činnost pedagogů fakulty zahrnuje 35 knižních titulů (některé z nich vyšly v zahraničních překladech), 10 sborníků, 46 skript; celkový korektní bibliografický přehled včetně studií, statí i článků zatím nebyl zpracován.
Významný byl také jejich podíl zejména ve sférách ideové orientace CČSH (prof. Zdeněk Trtík, prof. Zdeněk Kučera), úspěšného rozvíjení mezikonfesních domácích i zahraničních ekumenických styků (prof. Milan Salajka), účinné vědecké a organizační spolupráce na přípravě a realizaci českého ekumenického překladu Bible (prof. Jindřich Mánek, prof. Zdeněk Sázava, prof. Vladimír Kubáč), mezinárodně uznávaných výsledků bádání i popularizace církevních a obecných dějin (prof. Miloslav Kaňák) a koncepčně propracovaného systému sociální orientace CČS/H/ (prof. František M. Hník, prof. Anežka Ebertová). Mimořádný vliv na spiritualitu církve a duchovenskou aktivitu měl prof. Otto Rutrle. V rámci promočního práva fakulta udělila za celou dobu své existence 33 doktoráty, z toho 8 čestných.
Nezastupitelnou roli měli pedagogové, doktorandi i absolventi fakulty při profilaci a dosahování vysoké vědecké úrovně odborných periodik CČS/H/, k nimž přispívali především autorsky. Na vydávání, směřování a formování obsahu Náboženské revue CČS (v letech 1968–1991 Teologická revue CČS(H)) se po dobu existence HČBF podíleli prof. František Kovář (vedoucí redaktor 1946–1950; 1953–1962), prof. Zdeněk Trtík (spolu s prof. Ottou Rutrlem zastupující vedoucí redaktor 1950–1951, s prof. Jaroslavem Světlým 1952–1953; výkonný redaktor 1955–1967; vedoucí redaktor TR CČS/H/ 1968–1973) a prof. Milan Salajka (technický redaktor 1969–1973, vedoucí redaktor 1973–1991; po vzniku Theologické revue HTF UK stál v jejím čele v letech 1991–1999). Devízou pro budoucnost se rovněž staly mnohdy velmi rizikové kontakty se zahraniční i domácí vědou a v šedesátých letech minulého století intenzivní dialog se sekulární vědeckou sférou. Všechny uvedené faktory ve svých důsledcích zabránily předlistopadovému vedení programově ateistického státu „…učinit z ní účelové učiliště pro praktickou duchovní správu…“ (Jaroslav Hrdlička).
V rámci listopadových událostí roku 1989 byla rektoru Univerzity Karlovy předána žádost o začlenění HČBF do svazku UK, na základě dalších jednání se stala spolu s Římskokatolickou cyrilometodějskou bohosloveckou fakultou (dnes KTF UK) a Komenského evangelickou bohosloveckou fakultou (ETF UK) zákonem č. 163/1990 Sb. z 10. 5. 1990 jednou ze tří teologických fakult nejstarší české univerzity, a to pod názvem Husitská teologická fakulta Univerzity Karlovy.

## Seznam děkanů HČBF
- prof. PhDr. ThDr. h. c. František M. Hník (1950–1952)
- prof. PhDr. ThDr. Otto Rutrle (1952–1954)
- prof. ThDr. Zdeněk Trtík (1954–1956)
- prof. ThDr. Jindřich Mánek (1956–1958)
- prof. ThDr. PhDr. Miloslav Kaňák (1958–1966)
- prof. ThDr. Zdeněk Trtík (1966–1968)
- prof. ThDr. Rudolf Horský (1968–1972)
- prof. ThDr. PhDr. Miloslav Kaňák (1972–1976)
- prof. ThDr. Milan Salajka (1976–1989)
- prof. ThDr. Zdeněk Kučera (1990)